# Pera

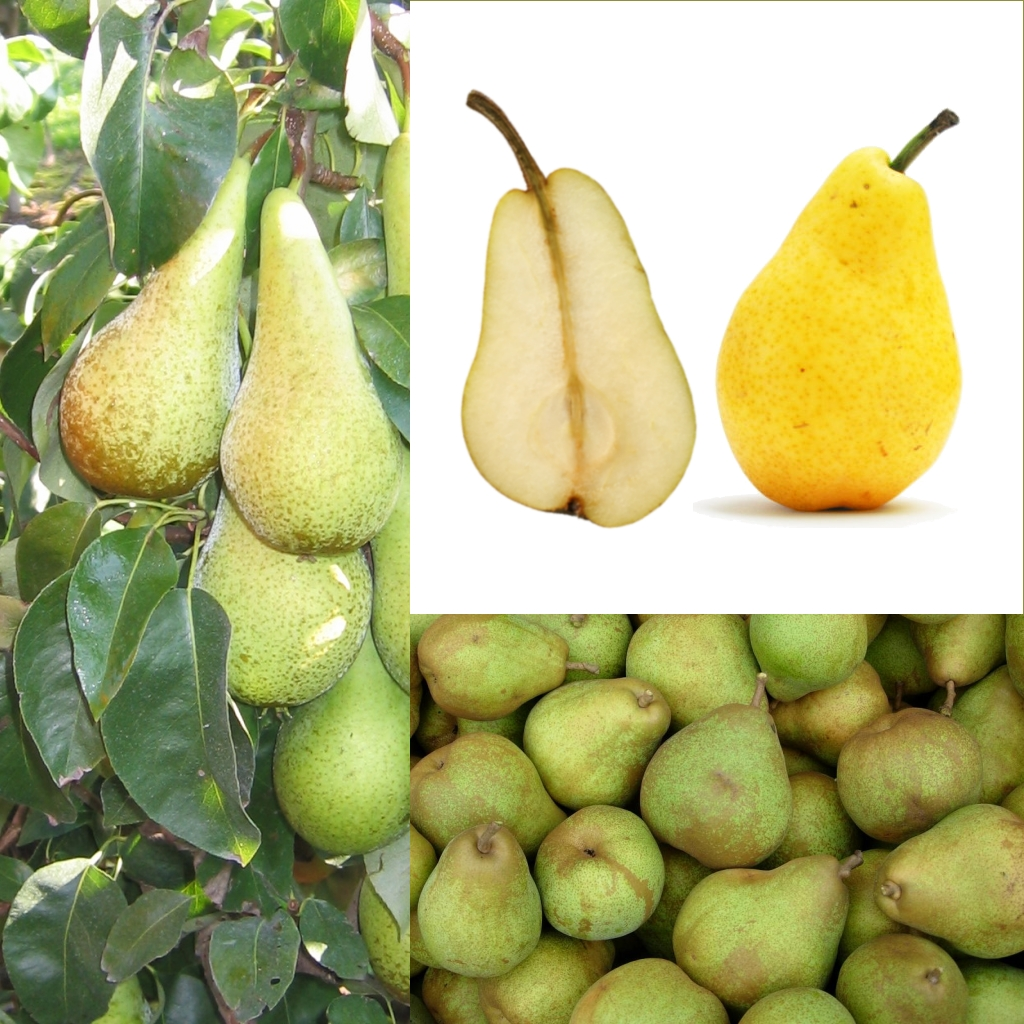

Se denomina pera a un tipo de fruto de distintas especies del género Pyrus, integrado por árboles caducifolios conocidos comúnmente como perales. Sin embargo, cuando se trata del fruto comestible, se hace referencia mayormente al producido por el llamado peral común (Pyrus communis). La pera es una fruta muy jugosa, carnosa y una de las más importantes producidas en las regiones templadas.
En China son consideradas como un símbolo de longevidad porque, aunque sus flores sugieren fragilidad, crecen en el peral, un árbol caracterizado por su fuerza y longevidad capaz de resistir las sequías más duras. El carácter intenso bajo esa fragilidad aparente es una característica común en las flores y frutos de su familia —la de las rosáceas—: rosas, fresas, melocotones y cerezas. Además, su inconfundible sabor resiste la destilación para elaborar aguardiente. La pera es una de las frutas que mejor tolera el organismo y de las que menos alergias producen, tiene un alto contenido en agua (más del 80 %), por lo que es muy fácil de digerir; es rica en fibra y vitamina C y posee propiedades antioxidantes. Por ende se considera muy adecuada para lograr un enriquecimiento vitamínico y favorecer una dieta sana y equilibrada.

## Producción mundial
| País           | Toneladas  |
| -------------- | ---------- |
| China          | 16 078 000 |
| Estados Unidos | 730 740    |
| Italia         | 716 821    |
| Argentina      | 565 697    |
| Turquía        | 519 451    |
| Países Bajos   | 402 000    |
| Sudáfrica      | 397 555    |
| Bélgica        | 369 506    |
| España         | 332 319    |
| India          | 318 000    |
| Total mundial  | 23 733 772 |

Fuente: Producción de peras, según la FAO.

## Especies y variedades
Existen más de treinta variedades de peras, de diferentes colores, texturas y sabores. Según sus requerimientos de frío para madurar y su momento de consumo, se clasifican en peras de verano (poco o ningún requerimiento de frío para madurar, conservación breve, se consumen en verano) y peras de invierno (considerable requerimiento de frío para madurar, mayor conservación, se consumen en invierno).[cita requerida]

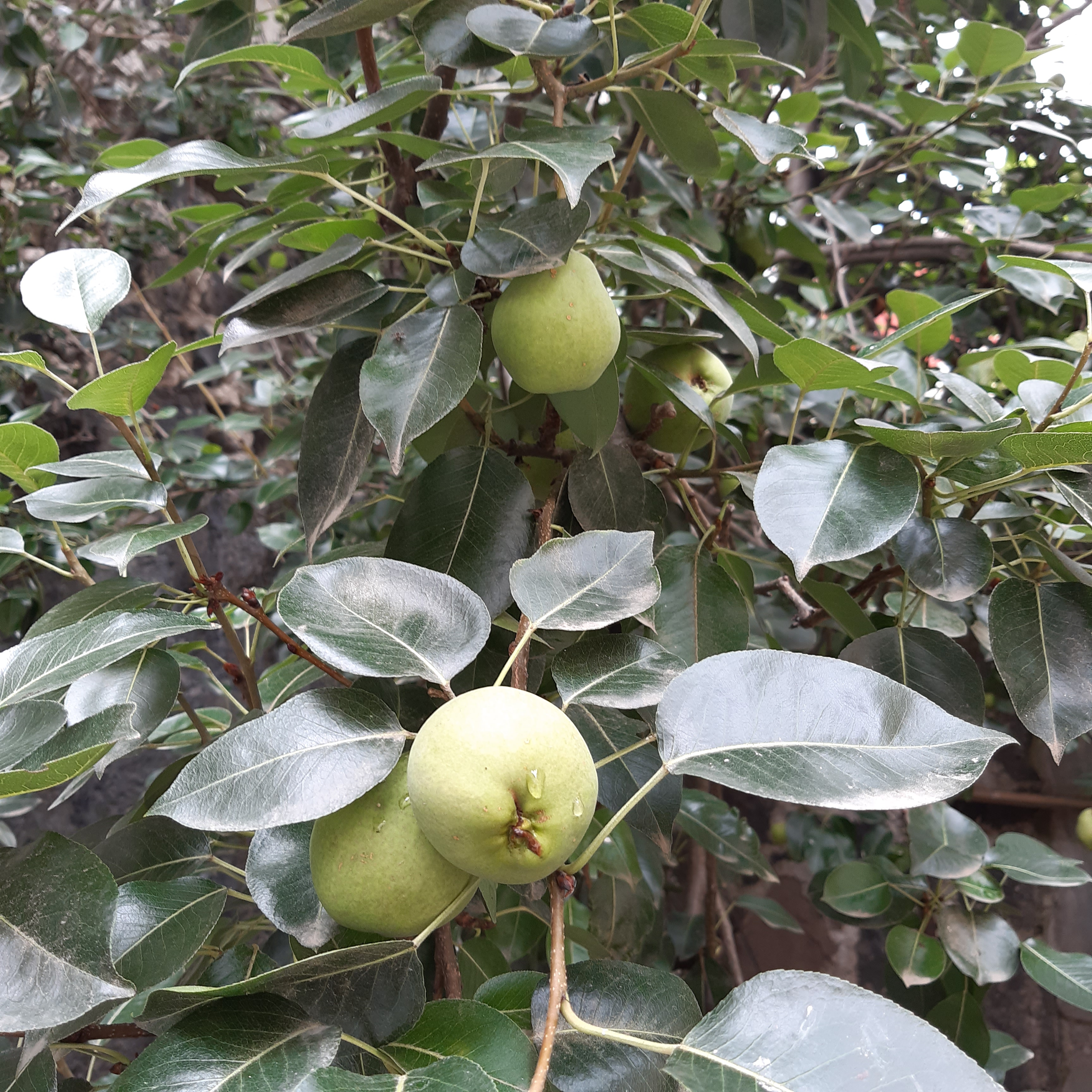
Árbol de peras

Las principales variedades producidas a nivel mundial  son Bartlett (un cultivar de verano) y Beurré d'Anjou (un cultivar de pera de invierno). Esos dos cultivares presentan además mutaciones de piel roja bien difundidas en el mercado (por ejemplo, 'Red Bartlett' y 'Red Anjou'). Otras variedades consumidas son 'Packham's Triumph' y su mutación roja (pera de invierno), 'Beurré Bosc' (pera de invierno), 'Clapp's Favorite' y su mutación 'Red Clapp's' (peras de verano), 'Doyenne du Comice' (pera de invierno), etc.
| |
| Pera 'Bartlett' (denominación en EE. UU. y Canadá), también llamada 'Williams' o 'Williams Bon-Chrétien' (denominación europea), y una de sus mutaciones rojas. Es la pera de verano comercialmente más importante. |

|                                                 |
| Peras 'Clapp's Favorite' o 'Favorita de Clapp'. |

|                                                                    |
| Pera 'd'Anjou', la pera de invierno comercialmente más importante. |

|                                                                                                   |
| Peras 'Packham's Triumph', o simplemente 'Packham's', la segunda pera de invierno en importancia. |

|                     |
| Peras 'Conference'. |

|                                                                     |
| Peras 'Beurré Bosc' or 'Bosc', a veces llamadas 'Kaiser' en Europa. |

|                            |
| Peras 'Doyenné du Comice'. |

| |
| Pera 'Red Doyenne van Doorn', una mutación roja de 'Doyenne du Comice', cuyo nombre comercial es 'Sweet Sensation'. |

### Otras especies del género Pyrus productoras de «peras»
Dentro del género Pyrus, destacan igualmente las siguientes especies productoras de «peras»: 
- Pyrus pyrifolia, cuyo fruto es conocido como nashi, es igualmente denominado pera de las arenas, o pera asiática.
- Pyrus nivalis, cuyo fruto es conocido como pera de las nieves.

### Otras especies no relacionadas productoras de «peras»
Igualmente, existen otras especies de árboles o arbustos que producen frutos que también se denominan comúnmente como «peras» debido a la apariencia similar que presentan sus frutos con respecto a los frutos del género Pyrus.
Entre los frutos similares, denominados igualmente «peras», podemos encontrar a:
- la «pera» de bey (fruto de la especie Citrus × bergamia)

## Propiedades
Muy apreciada por sus propiedades nutritivas y su delicado sabor. Se recomienda en regímenes por su bajo contenido calórico, cerca de cincuenta y tres calorías por cada cien gramos. Contiene vitaminas B1, B2 y niacina o B3, todas del complejo B, que regulan el sistema nervioso y el aparato digestivo; fortifican el músculo cardíaco; protegen la piel y el cabello y son esenciales para el crecimiento. También contiene vitaminas A y C, es rica en minerales como calcio, fósforo, magnesio, cobre y potasio, además de taninos, ácidos oleico, palmítico, glutamínico, cafeico, linoleico, aspártico, ácido fólico y ascórbico. Su contenido de fibra mejora la digestión. Tiene propiedades astringentes.
En España tienen denominación de origen las peras de Jumilla (Murcia), las de Rincón de Soto (La Rioja) y las peras de Lérida (Cataluña).
En Argentina se producen peras, especialmente en la zona del Valle del Río Negro, en la provincia homónima, junto a la producción de manzanas.

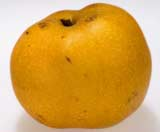
La pera asiática, que cambia de color según la estación del año, desde el verde hasta el naranja; pasando por el rojo.

| Agua                   | 83,71 g |
| restos totales         | 0,33 g  |
| fibra                  | 3,1 g   |
| valor energético       | 58 kcal |
| azúcar simple          | 9,80 g  |
| glúcidos               | 15,46 g |
| proteínas              | 0,38 g  |
| lípidos                | 0,12 g  |
| Oligoelementos         |         |
| potasio                | 119 mg  |
| fósforo                | 11 mg   |
| calcio                 | 9 mg    |
| magnesio               | 7 mg    |
| sodio                  | 1 mg    |
| hierro                 | 170 µg  |
| cobre                  | 82 µg   |
| zinc                   | 100 µg  |
| Vitaminas              |         |
| vitamina C             | 4,2 mg  |
| vitamina B1            | 12 µg   |
| vitamina B2            | 25 µg   |
| vitamina B3            | 157 µg  |
| vitamina B5            | 48 µg   |
| vitamina B6            | 28 µg   |
| vitamina B9            | 0 µg    |
| vitamina B12           | 0 µg    |
| vitamina A             | 23 UI   |
| retinol                | 0 µg    |
| vitamina E             | 0,12 µg |
| vitamina K             | 4,5 µg  |
| Grasas                 |         |
| grasas saturadas       | 6 mg    |
| grasas monoinsaturadas | 26 mg   |
| grasas poliinsaturadas | 29 mg   |
| colesterol             | 0 mg    |

## Etimología
El nombre de la pera proviene del latín vulgar pera (plural del sustantivo neutro pirum- i de la segunda declinación), palabra que se ha adoptado, casi sin modificación hasta nuestros días, en otros idiomas como el inglés (pear), y su origen estaba en las lenguas germánicas occidentales.

## Conservación
Para su conservación industrial, las peras en estado fresco requieren temperaturas próximas a 0 °C, con humedad relativa de 90-95 %, suplementadas con atmósferas controladas u otras tecnologías. El 1-metilciclopropeno prolonga los niveles elevados de firmeza del fruto, pero no siempre la pera reasume apropiadamente la maduración hasta alcanzar una textura fundente, por lo cual la aplicación de esta tecnología se encuentra en experimentación.
En cámara fría, la vida de estos frutos puede extenderse entre dos y siete meses, dependiendo de las variedades cultivadas. En general, las de menor duración en postcosecha son las llamadas «peras de verano» ('Clapp's Favourite', 'Bartlett', etc.), mientras que las de mayor duración son las denominadas «peras de invierno» ('Beurré d'Anjou', 'Beurré Bosc', 'Doyenné du Comice', 'Winter Nellis' y 'Packham's Triumph', entre otras), que requieren bajas temperaturas durante más tiempo para su maduración.

## Usos

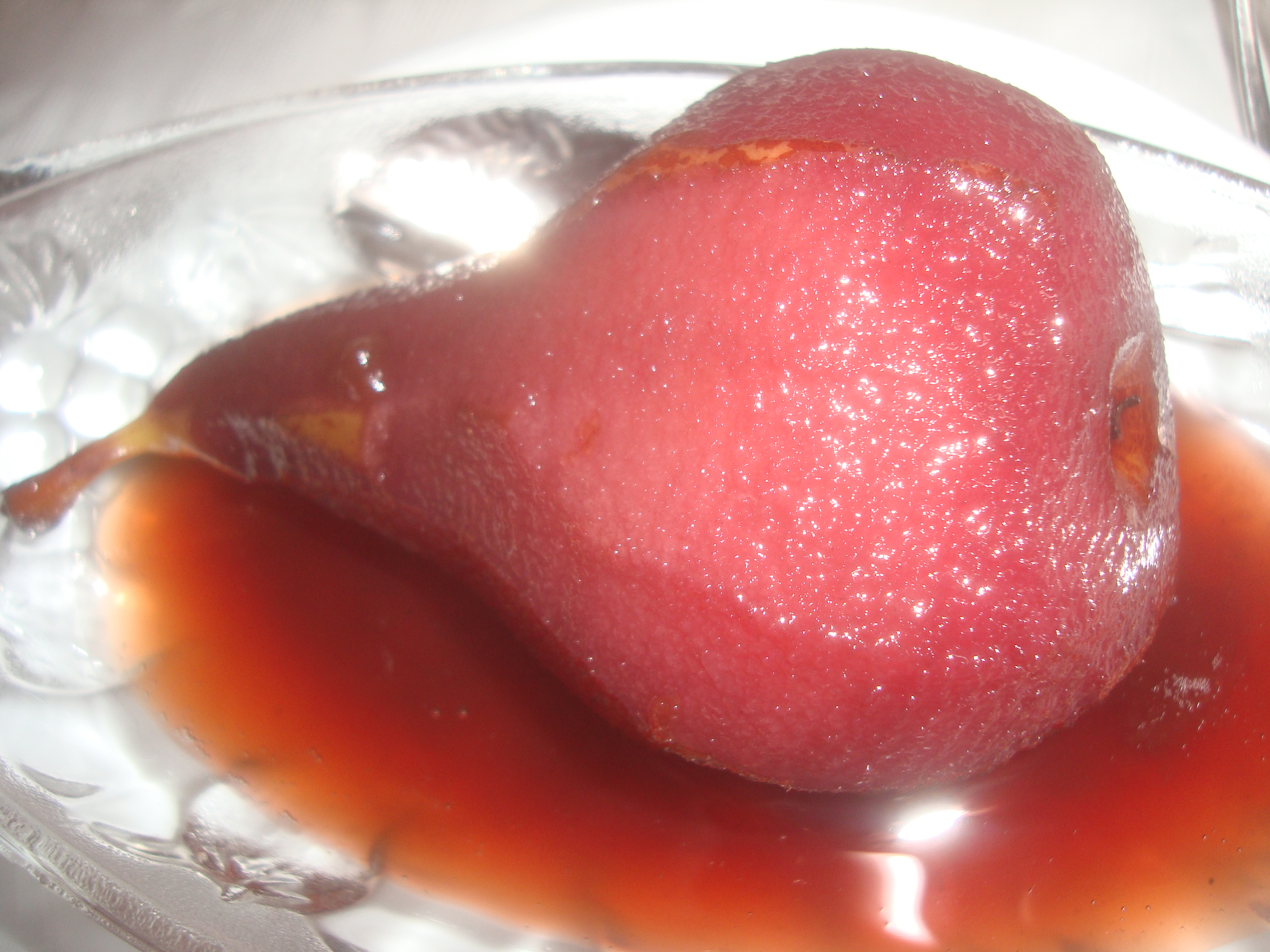
Peras al vino. Pera cocida en vino tinto, rama de canela, piel de limón y azúcar (España).

El principal uso del fruto es gastronómico, se emplea frecuentemente como fruta de postre y en la industria conservera para elaborar compotas como las (peras al vino) y mermeladas. En Europa, se emplea la pera en la elaboración de perada (sidra de pera), muy popular en Gran Bretaña, particularmente en el oeste y Gales, y en Francia, especialmente en Normandía y Anjou.[cita requerida]